# 西小泉站

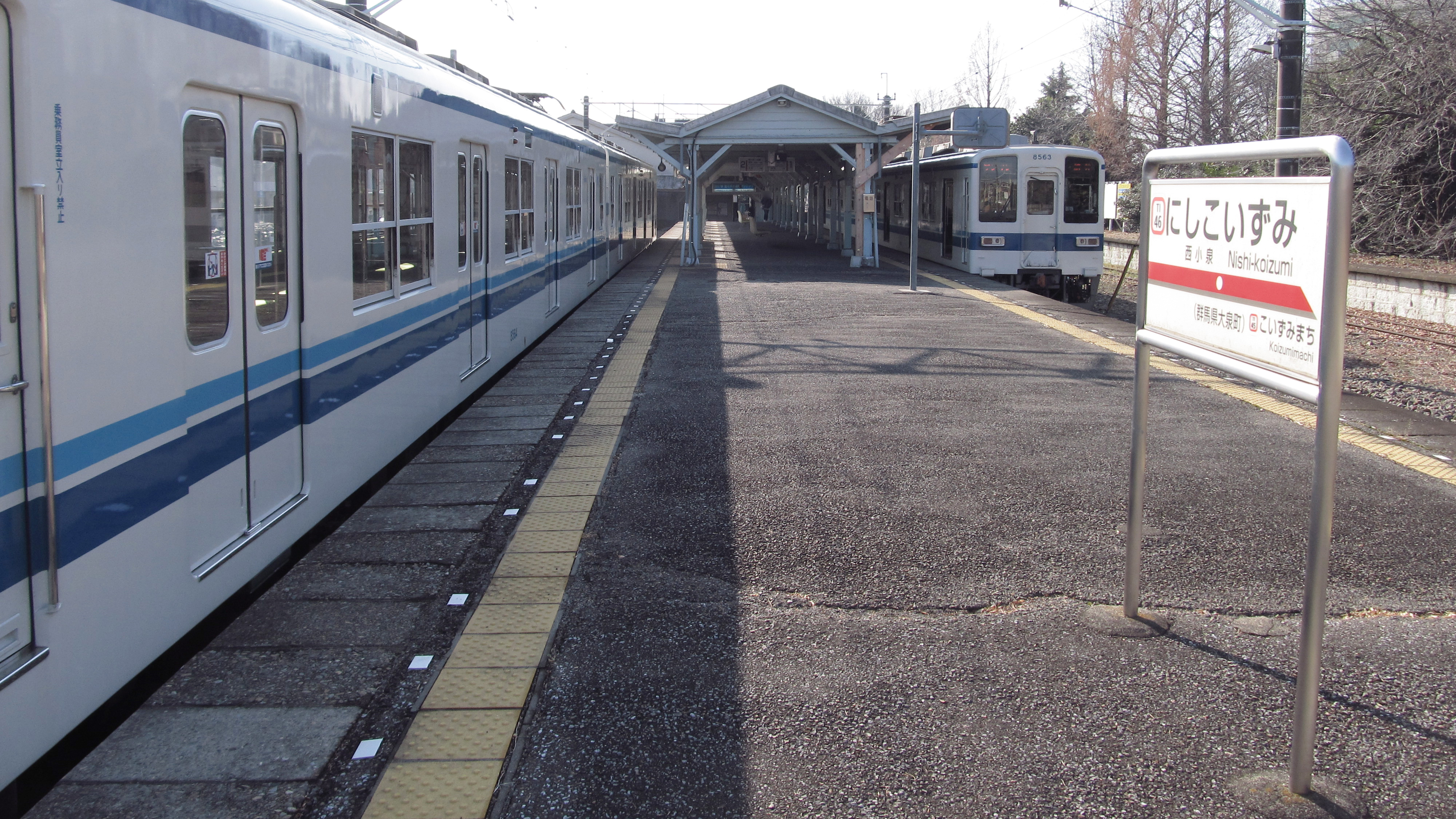
月台（2014年12月）

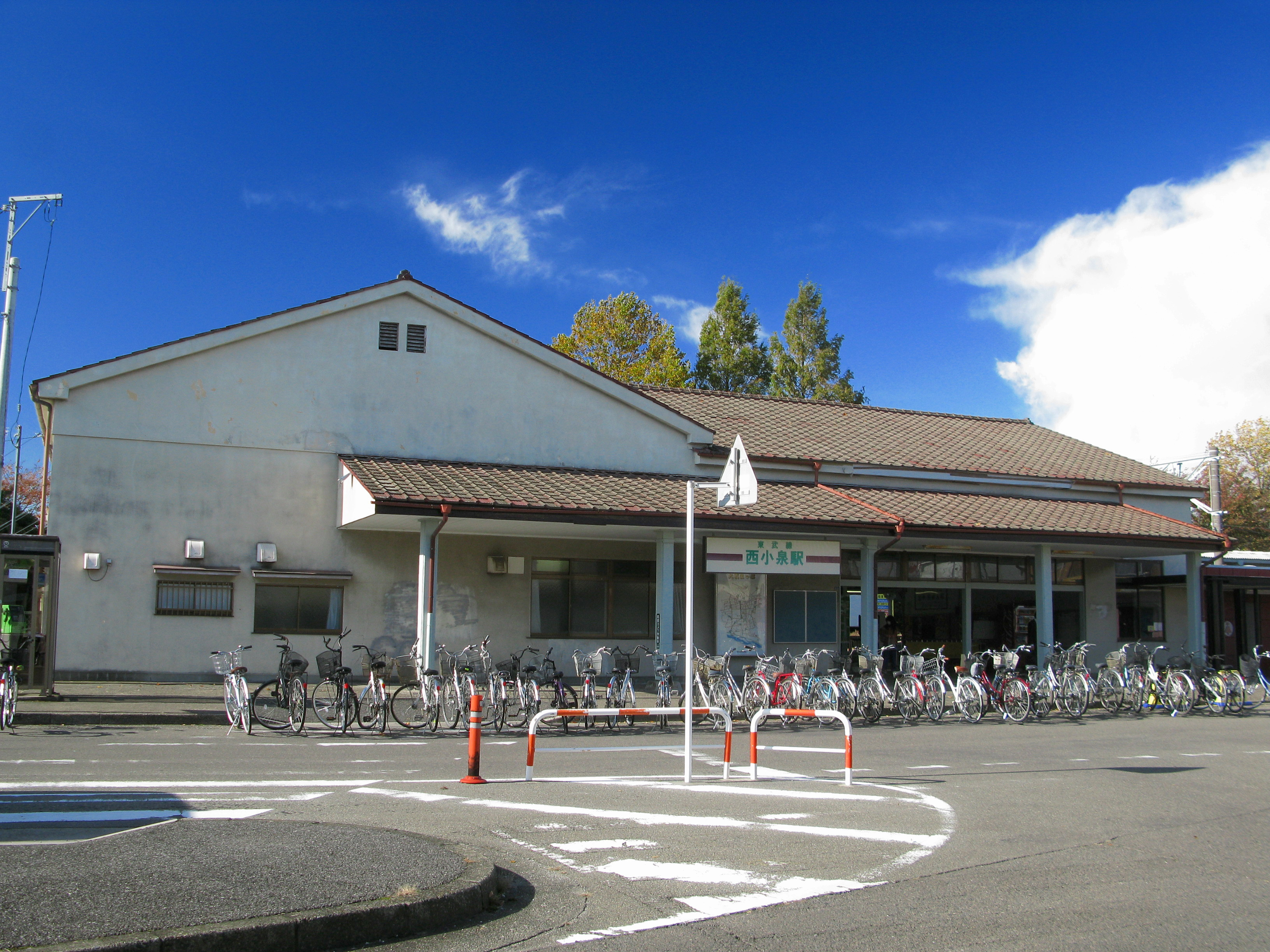
舊站房（2012年11月）

西小泉站（日语：／ Nishi-Koizumi eki */?）是日本群馬縣邑樂郡大泉町西小泉四丁目的東武鐵道小泉線車站。車站編號TI 46。

## 歷史
- 1941年（昭和16年）12月1日 - 開業[1]。
  - 開業時為仙石河岸貨物線車站，是中島飛行機小泉製作所的玄關口。
  - 本站南方鄰近利根川土堤的地方是仙石河岸線終點站仙石河岸站的地點。仙石河岸站與本站之間還有座新小泉站。該站房位址在現在的泉綜合公園町民體育館。
- 2012年（平成24年）3月17日 - 導入車站編號TI 46。
- 2017年（平成29年）9月16日 - 新站房啟用[2]。

## 車站構造
本站是島式月台1面2線地面車站。站房位於月台南端、1號線止衝擋前方。站內設有PASMO簡易感應機。2號線止衝擋前方有公共廁所。西側有座未使用的月台。軌道雖保留著，但架空電車線都已拆除。
本站所在的大泉町人口有一成以上是外國人，其中半數以上是巴西人。因此站房與一旁的公共廁所使用了巴西國旗的黃色與綠色。站房入口也加上巴西托哥巨嘴鳥的圖案。本站看板除了日文、英文、中文、韓文以外，還加上巴西官方語言葡萄牙文與南美主要語言[西班牙文]]。

### 月台配置
| 月台 | 路線   | 目的地                          |
| ---- | ------ | ------------------------------- |
| 1、2 | 小泉線 | 東小泉、館林、淺草方向 太田方向 |

### 附註
1、2號線月台會撥放音樂《今すぐKiss Me》提醒司機出發信號機開放通行。音樂會持續至信號變為紅燈為止。

## 使用情況
2017年度1日平均上下車人次為1,432人。
近年1日平均上下車人次變化如下表｡
| 年度               | 1日平均上下車人次 | 來源   |
| ------------------ | ----------------- | ------ |
| 2001年（平成13年） | 1,641             | [ 4 ]  |
| 2002年（平成14年） | 1,572             | [ 5 ]  |
| 2003年（平成15年） | 1,618             | [ 6 ]  |
| 2004年（平成16年） | 1,610             | [ 7 ]  |
| 2005年（平成17年） | 1,562             | [ 8 ]  |
| 2006年（平成18年） | 1,363             | [ 9 ]  |
| 2007年（平成19年） | 1,293             | [ 10 ] |
| 2008年（平成20年） | 1,274             | [ 11 ] |
| 2009年（平成21年） | 1,224             | [ 12 ] |
| 2010年（平成22年） | 1,292             | [ 13 ] |
| 2011年（平成23年） | 1,239             | [ 14 ] |
| 2012年（平成24年） | 1,332             | [ 15 ] |
| 2013年（平成25年） | 1,398             | [ 16 ] |
| 2014年（平成26年） | 1,374             | [ 17 ] |
| 2015年（平成27年） | 1,415             |        |
| 2016年（平成28年） | 1,394             |        |
| 2017年（平成29年） | 1,432             |        |

## 車站周邊
- Panasonic大泉地區（群馬工場）
- 三洋電機Logistics
- SUBARU大泉工場
- 國道354號
- 泉綠道（日语：いずみ緑道）
- 大泉町役場
- 大泉町立圖書館
- 大泉消防署城之內出張所
- 大泉警察署（日语：大泉警察署）西小泉站前交番
- 泉綜合公園
  - 泉綜合公園町民體育館
- 西小泉郵便局
- 大泉保育福祉專門學校（日语：大泉保育福祉専門学校）
- 大泉町立西中學校（日语：大泉町立西中学校）
- 大泉町立西小學校（日语：大泉町立西小学校）
- 大泉町立北中學校（日语：大泉町立北中学校）
- 大泉町立北小學校（日语：大泉町立北小学校）
- 大泉町立南小學校（日语：大泉町立南小学校）
- 大泉町立南中學校（日语：大泉町立南中学校）

## 巴士路線
| 乘車處             | 系統           | 主要行經地                   | 目的地       | 運行公司             | 備註 |
| ------------------ | -------------- | ---------------------------- | ------------ | -------------------- | ---- |
| 西小泉站           | KM63           | 大泉町役場前、妻沼仲町、上根 | 熊谷站       | 朝日自動車           |      |
| 西小泉站前巴士總站 | 大泉、千代田線 | 大泉町役場前、舞木南         | 千代田町役場 | 廣域公共巴士あおぞら |      |
| 西小泉站前巴士總站 | 大泉、千代田線 | 大泉町役場前、福島           | 千代田町役場 | 廣域公共巴士あおぞら |      |
| 西小泉站前巴士總站 | 大泉、千代田線 | 大田巴士總站、太田站南口     | 太田紀念醫院 | 廣域公共巴士あおぞら |      |

朝日巴士在站前廣場發車。西小泉站前巴士總站在車站廣場南側縣道142號（舊國道354號）對向的西小泉站前交番後方、面向花水木通的位置。
2005年（平成17年）至2016年（平成28年）的大泉町町內循環巴士さわやか（西路線、東路線）有停靠西小泉站前巴士總站。

## 相鄰車站
東武鐵道
 小泉線
小泉町（TI 45）－西小泉（TI 46）

### 廢止路線
仙石河岸線（貨物線，1976年10月1日廢止）
西小泉－新小泉

## 外部連結
- 西小泉（車站資訊） - 東武鐵道